# Farsak (Einheit)
Farsak war ein Längenmaß in arabischen Ländern (z. B.:Jemen, Persien) und war ein Wegemaß. Verschiedene Schreibweisen kennzeichneten das Maß: Farsach, Fersach, Fersak, Farsang und Fersenk.
- 1 Farsak = 4,570 Kilometer

Weitere Beziehungen:
- Türkei bis 1874 1 Farsak/Farsang = 5001 Meter (Meilenmaß)
- Persien: 1 Farsak = 6000 Göss/Göß = 6720 Meter
- Persien, praxisbezogen: 1 kleine/leichtes Farsak = 5605 Meter
- Vierstündiger Kamelmarsch (beladen): 4 Farsak = 1 Baryd (etwa 18 oder 19 Kilometer)
- Altertum arab. Und pers.: 1 Farak = 3 Meilen (arab.)
- Armenische, syrische, ägyptische: 1 Farak = 3 Meilen (armen.) = 3600 Schritte = 6480 Meter
- ursprünglich: 1 Farak = 10000 Ellen (ägypt.-königlich) = 5200 Meter